# Lichans
Pour les articles homonymes, voir Lichans.
Lichans est une ancienne commune française du département des Pyrénées-Atlantiques. Le 5 août 1842, la commune fusionne avec Sunhar pour former la nouvelle commune de Lichans-Sunhar.

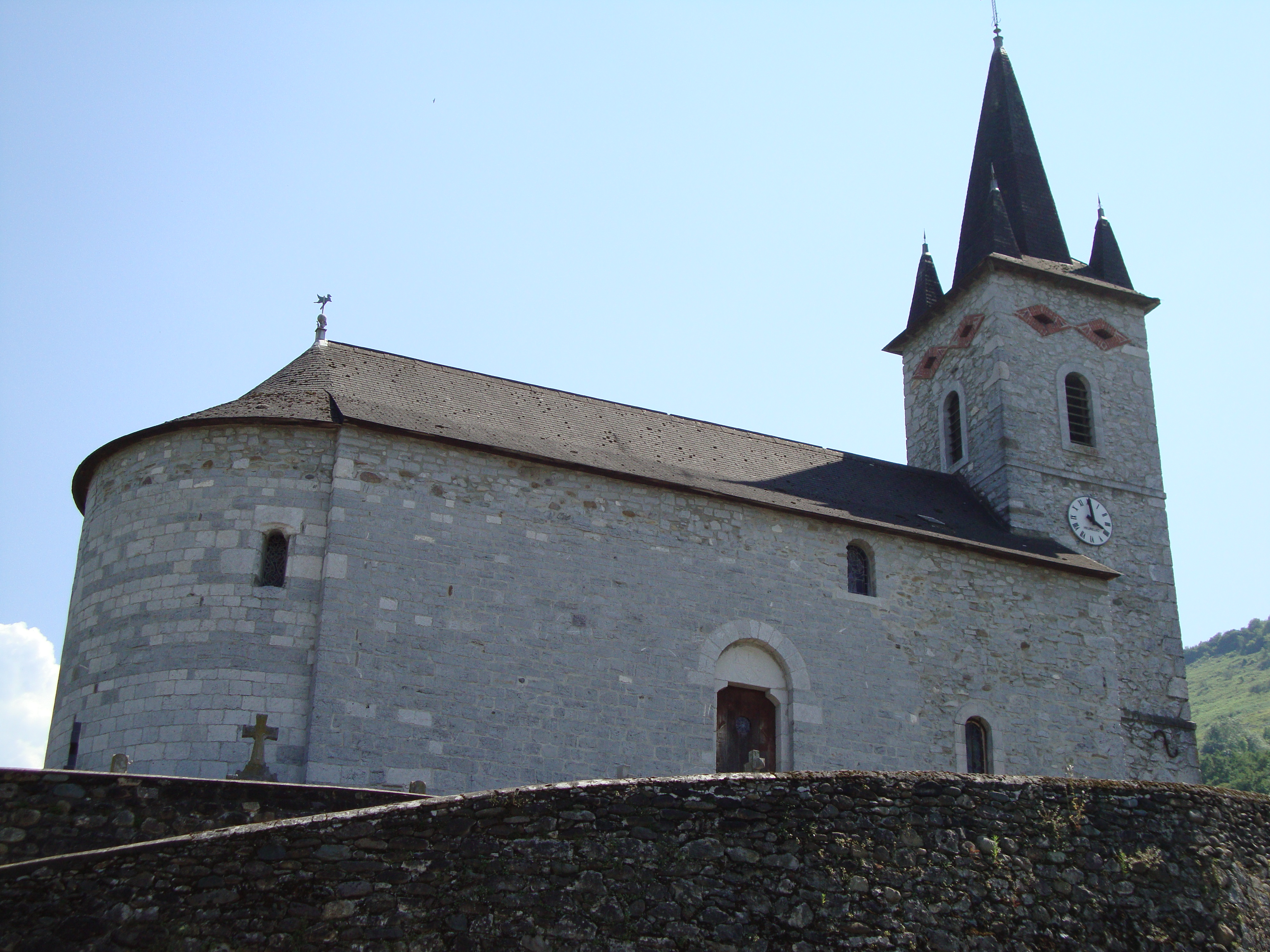
L'église de Lichans

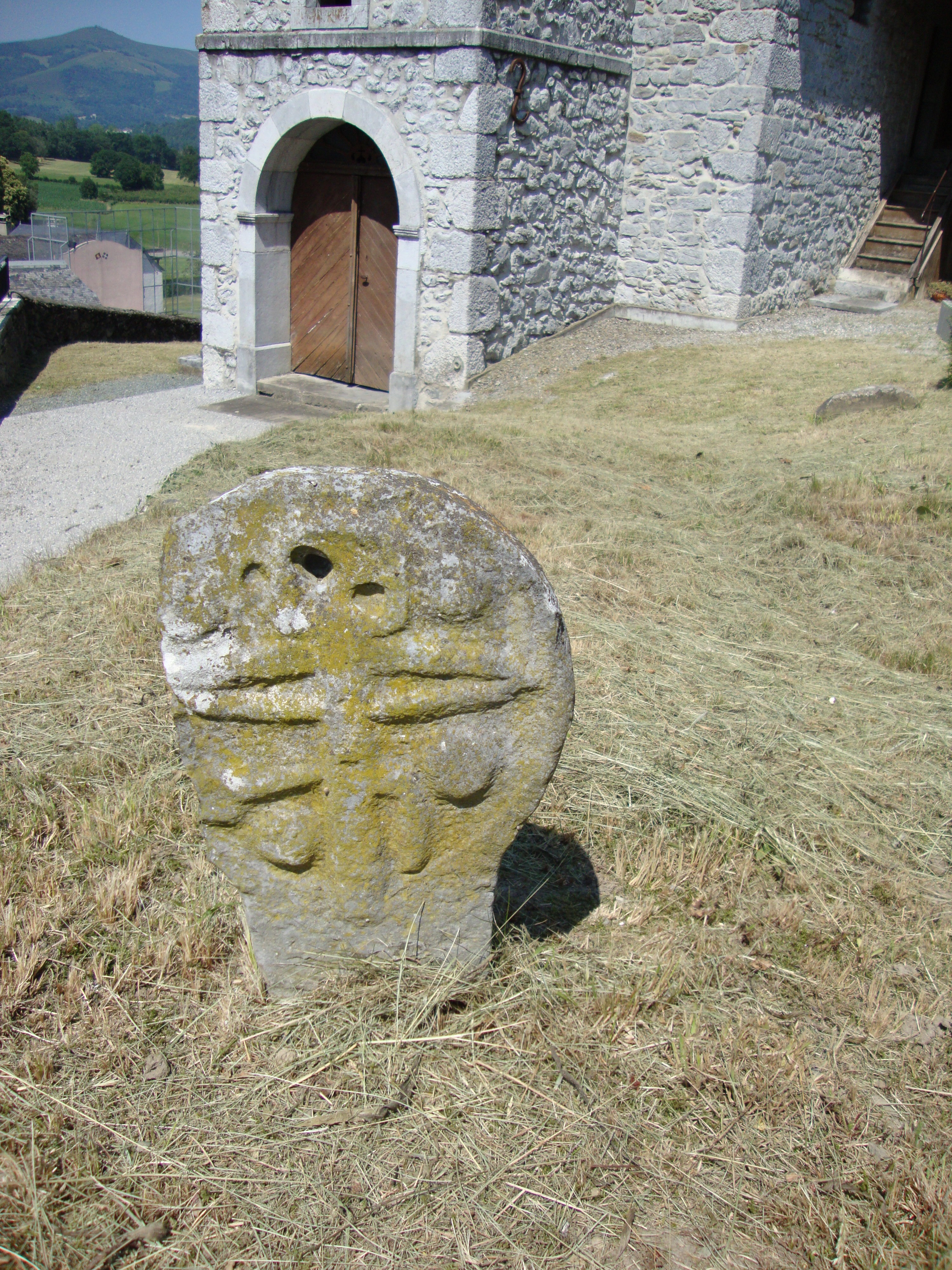
Stèle discoïdale

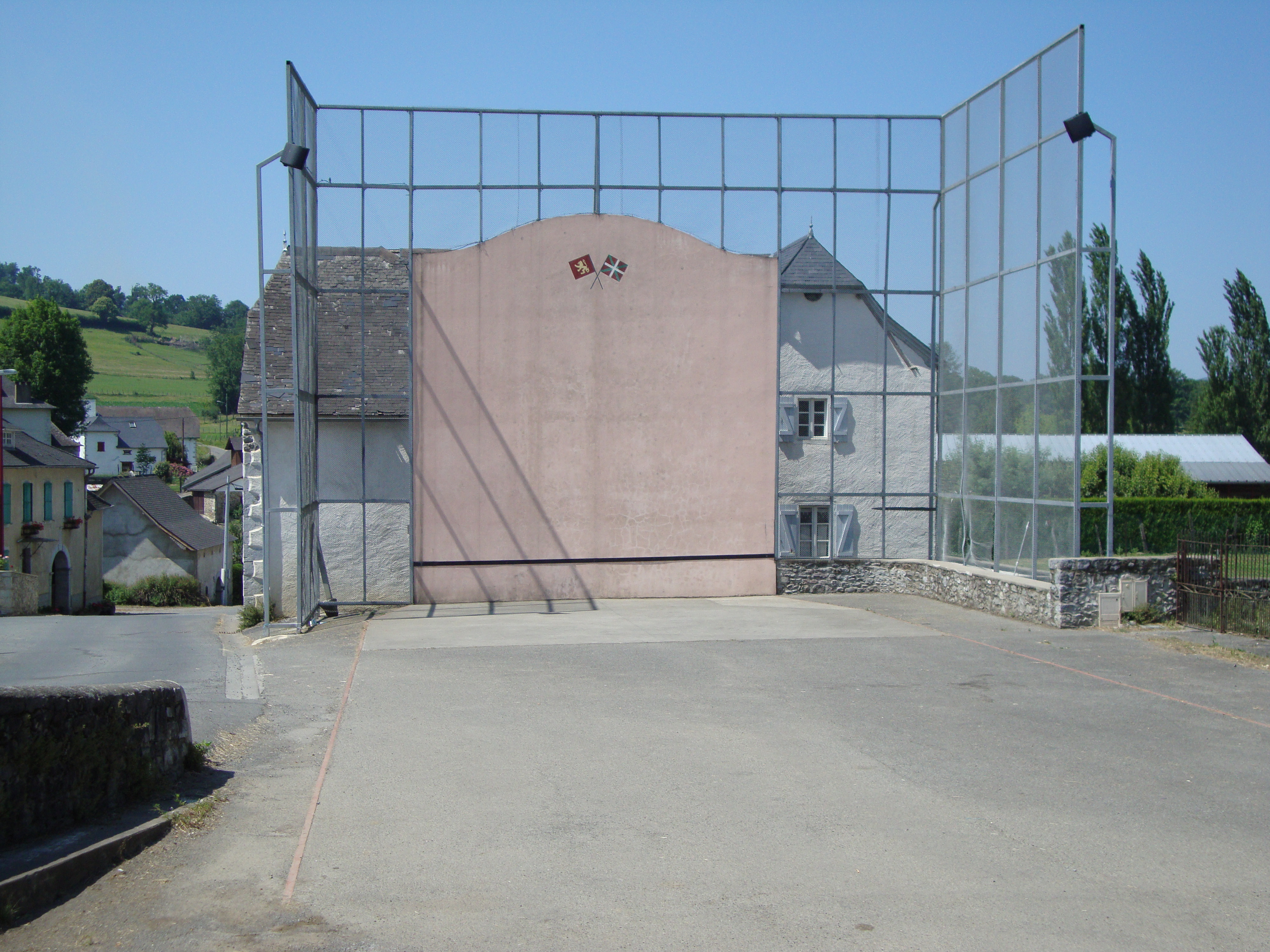
Fronton

## Géographie
Lichans fait partie de la Soule.

## Toponymie
Son nom basque est Lexantzü.
Le toponyme Lichans apparaît sous les formes 
Lixans (1385, collection Duchesne volume CXIV), 
Lissans et Lixantz (respectivement 1475 et 1480, contrats d'Ohix), 
Lexans et Saint-André de Lichans (respectivement 1608 et 1678, insinuations du diocèse d'Oloron).

## Démographie
| 1793 | 1800 | 1806 | 1821 | 1831 | 1836 |
| ---- | ---- | ---- | ---- | ---- | ---- |
| 196  | 178  | 190  | 192  | 232  | 229  |

## Pour approfondir